# Ciencias de la comunicación

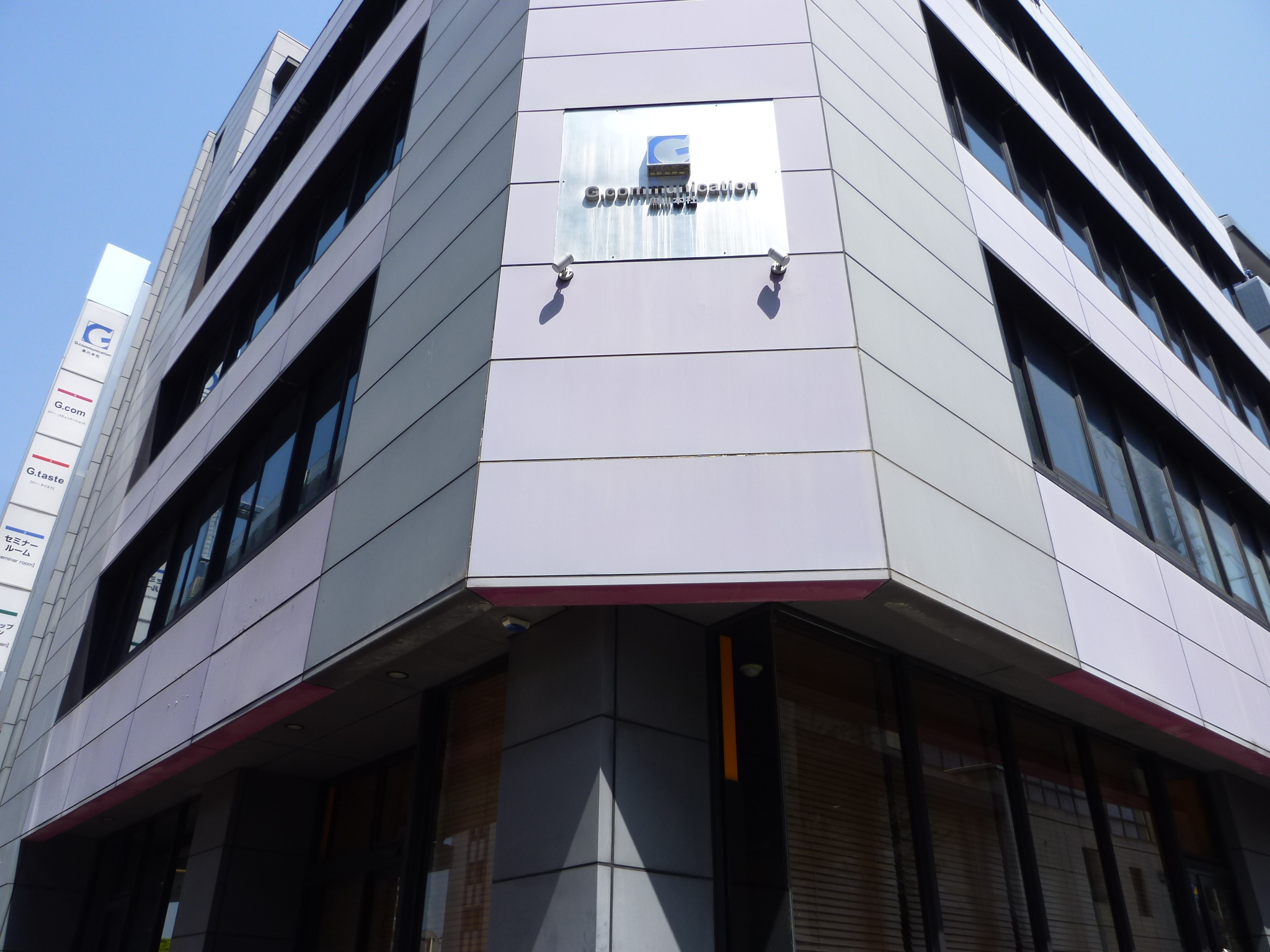
En organizaciones corporativas e institucionales la comunicación constituye un soporte fundamental para el desarrollo, el desenvolvimiento y la visibilidad de las mismas.

Las ciencias de la comunicación (comunicación social, comunicología o solo comunicación) analizan, estudian y discuten los fenómenos relacionados con la información y el efecto de la acción de la comunicación humana. Se encargan de observar y examinar los medios de difusión masivos (desde su legislación, hasta la  producción y recepción de los contenidos), las industrias culturales, el consumo y el conjunto semiótico que estos construyen. 
Trata un campo de estudios interdisciplinario cuyos conceptos teóricos son compartidos e intervenidos con frecuencia. Es abordado por disciplinas como la semiótica, la psicología, la ciencia política, la sociolingüística, la antropología, la filosofía,  la informática, la cibernética, la sociología, etc.; pero elabora herramientas analíticas y métodos de estudio propios.
La comunicación abarca un amplio abanico de especialidades laborales, como las relaciones públicas, la publicidad, el diseño gráfico, las redes sociales, la fotografía, la comunicación audiovisual, la comunicación institucional, la comunicación política, el periodismo, el cine, los videojuegos, las telecomunicaciones, entre otras.
Gran parte de los estudios y análisis desarrollados en materia de comunicación provienen de distintas escuelas de pensamiento e investigación, entre las que se destacan la Escuela de Palo Alto de Estados Unidos, la escuela de Fráncfort de Alemania, la Mass Communication Research estadounidense (fundada con base en la corriente del conductismo), la New York Academy of Sciences; y de campos de investigación como el de los estudios culturales, que concentra numerosas observaciones relacionadas con la economía política, la historia, la teoría literaria (entre otras) y que a su vez se examinan conforme a las prácticas culturales que se realizan en contexto del poder político, de las ideologías, de la nacionalidad, del sentido, de la etnia, etcétera.

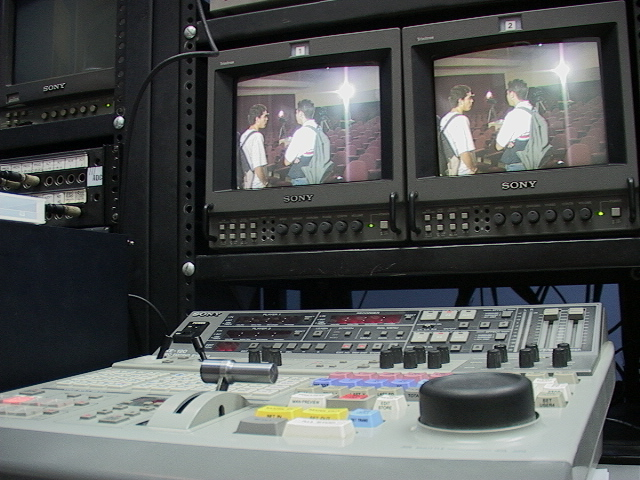
Comunicación audiovisual

## Antecedentes en la historia
En la antigüedad, la retórica tuvo un enorme prestigio como disciplina, y fue vista como un modelo en el cual una sola persona podía convencer a todo un público. Si bien los clásicos griegos como Aristóteles, Gorgias y Sócrates, hablaron de la persuasión como un modo para llevar a cabo el proceso de la comunicación, a la fecha sus planteamientos han quedado distanciados del punto de vista contemporáneo de una sociedad compleja: su análisis concentraba la mayor atención únicamente en el nivel lógico-semántico de la comunicación humana y tuvo mucho menos interés por el público, y no se interesó en la retroalimentación que en algún momento podría darse. La retórica fue elaborada hace ya más de 2300 años y su trabajo, basado en la observación empírica, constituyó el cimiento de la gran infraestructura de la comunicación. 

Aunque es posible referirse a la comunicación desde la invención de la imprenta por Gutenberg junto con sus efectos y sus consecuencias, no fue sino hasta la década de 1920 que se llevaron a cabo los primeros estudios e investigaciones sobre la influencia de la propaganda, en el contexto de la Europa signada por las guerras mundiales, con el ascenso de los regímenes fascistas de Alemania e Italia. Von Sprecher afirma que:
[...] Actualmente todos nos encontramos inmersos en un proceso de transformación y reacomodamiento comunicacional de largo alcance. Desde finales de la Segunda Guerra mundial, con la expansión de la televisión y el comienzo de la difusión de las computadoras y de la informática, el medio ambiente comunicacional adquirió ritmos de desarrollo y transformación vertiginosos. Luego de aquel conflicto bélico, hemos vivido más cambios de los que ocurrieron en el resto de la historia de la humanidad precedente.
El enfoque científico social de la comunicación exige un análisis empírico de los efectos medibles u observables de la comunicación. También se puede asumir una perspectiva crítica, basada en modelos verificables y susceptibles de ser mejorados, perfeccionados o generalizados. El campo de estudio de las ciencias de la comunicación es extenso y abarca tal cantidad de especialidades que resulta dificultoso destacar aspectos relevantes y específicos de sus tratamientos y aplicaciones.

## Escuelas
La comunicación, como toda ciencia, disciplina o área del conocimiento, puede ser estudiada desde diferentes escuelas, las cuales se agrupan por razones didácticas o rasgos comunes. Aunque pueden identificarse muchas escuelas para el estudio de la comunicación, es posible determinar tres en especial: europea, estadounidense y latinoamericana.

### Escuela europea

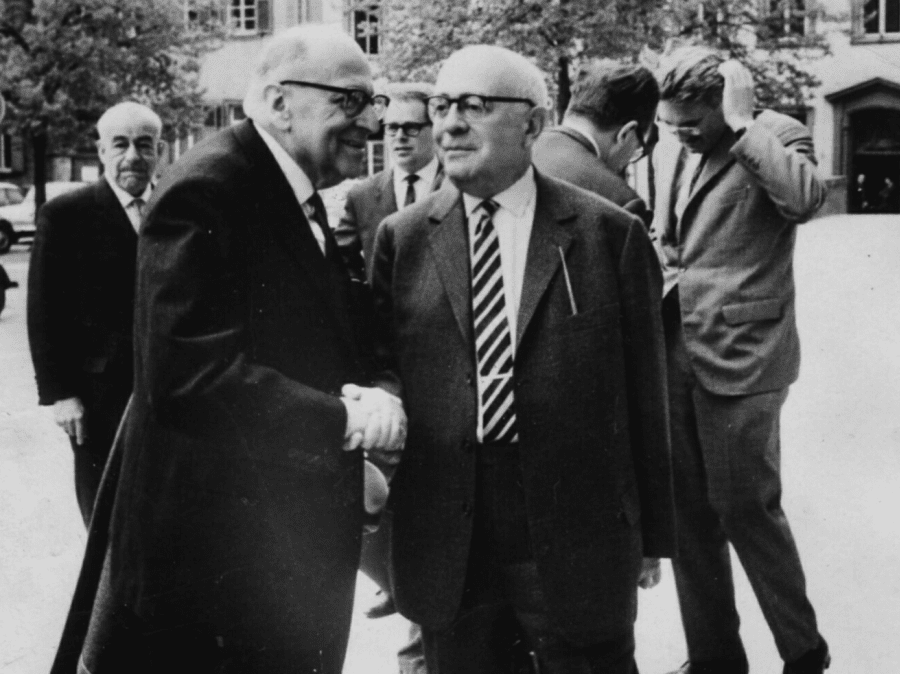
Max Horkheimer (en primer plano a la izquierda), Theodor Adorno (en primer plano a la derecha) y Jürgen Habermas (en el trasfondo, a la derecha), Heidelberg (1964) de la Escuela de Fráncfort.

La escuela europea se centra esencialmente en la Alemania pre-nazi y se destacan las siguientes corrientes del pensamiento en torno a la materia de la comunicación:
- Escuelas marxistas: La teoría de la comunicación vista desde el marxismo tiene diferentes percepciones:

- - Teoría de la sociedad de masas: La comunicación es manipulada por quienes tienen poder político y económico y, por lo tanto, el mensaje está al servicio de dichos poderes. Los medios masivos son instrumentos de dichos poderes que crean un mundo irreal, manipulado, carente de autenticidad y de creatividad.

- - Ideología alemana: Según Marx, las ideas que dominan en una sociedad son aquellas de la clase en el poder y por lo tanto, los medios masivos son instrumentos de la élite.

- - Escuela de Frankfurt: Marcuse y otros teóricos de la comunicación que huyeron hacia Estados Unidos durante la II Guerra Mundial, desarrollaron el pensamiento de la cultura de masas, en el cual dicen que el capitalismo desarrolló una poderosa maquinaria de manipulación de la comunicación y la cultura para garantizar el poder de la clase dominante en todo el mundo.

- Escuela de Birmingham: Stuart Hall se basa en el humanismo y, aunque no se considera marxista, piensa que la estructura de clases es vital para comprender la teoría de la comunicación. Le da puesto de honor a las manifestaciones culturales, especialmente a las que vienen de los sectores masivos y que son claves para comprender las reacciones de los procesos de comunicación.

- La psicología social: Kurt Lewin desde la Universidad de Berlín desarrolló la teoría del «comportamiento del individuo» influido por su medio social. Lewin tuvo que huir de Alemania durante la era nazi y se radicó definitivamente en Estados Unidos en donde fue presidente de la sociedad de estudios de psicología social de la Universidad de Iowa y posteriormente creó el centro de investigación para la dinámica de grupos en el Instituto Tecnológico de Massachusetts.

- Escuela católica: El aporte de la Iglesia católica a la teoría de la comunicación se da especialmente a partir de la celebración del Concilio Vaticano II con la proclamación del Decreto sobre los instrumentos de la comunicación social (Inter mirifica) desde una perspectiva humanista y con una preocupación total por la relación «comunicación, sociedad y cultura». El mismo término «comunicación social» parte de los teóricos católicos, quienes la definirán durante la segunda mitad del siglo XX como un campo de vital importancia para la comprensión de la sociedad humana desde la psicología, la sociología y la antropología. Los medios de comunicación tendrían el riesgo de presentar una realidad ficticia en muchas ocasiones ante la cual el individuo debe estar atento a descubrir. Los medios de comunicación se constituyen en poderosos instrumentos que pueden ponerse al servicio del desarrollo de los pueblos. Debido a que la comunicación se ve fuertemente influida por la economía y por lo tanto suele ser manipulada por grupos poderosos, es necesario defender un código ético estricto que regule o sirva de árbitro en el complejo proceso comunicativo social. Para Ludovico Carracci,[5] todo lenguaje tiene inevitablemente una consecuencia antropológica y social. Por otra parte, los medios de comunicación son portadores de una nueva cultura y de una nueva mentalidad, por lo cual, es necesario la participación y el fortalecimiento del factor ético.

- Teoría de la comunicación en España: En cuanto al aporte español, este debe ser rastreado dentro de la escuela latinoamericana. De la misma manera que los teóricos alemanes, polacos y de otros países de la Europa central emigraron hacia los Estados Unidos después de las persecuciones nazis, una situación similar se daría durante la guerra civil española que obligó a muchos intelectuales a buscar refugio en los países latinoamericanos, más afines a su cultura, y que contribuyeron junto a sus colegas latinoamericanos a la formación de dicha escuela en contraste con la escuela estadounidense. En la actualidad, los teóricos españoles plantean lo que llaman la teoría crítica de la comunicación[6] la cual se inspira a la Escuela de Fráncfort tal como la ELC lo fue en sus inicios.

### Escuela estadounidense
En Estados Unidos se destacan Claude Shannon con su teoría de la información y Norbert Wiener con su cibernética desde 1948. Shannon era un ingeniero en telecomunicaciones, por lo cual elaboró y formuló la «teoría matemática de la comunicación o de la información» en el cual estudió los mensajes, los medios para trasmitirlos, las formas de almacenamiento, la posibilidad de crear y usar en forma racional nuevos medios indispensables para el funcionamiento de las sociedades altamente tecnificadas y planteó la necesidad de crear una teoría unificadora de la comunicación. En su teoría se establecían tres niveles en los que operaba la comunicación:
a) Un nivel meramente físico del proceso, dado por el sistema telefónico que los interconecta. Este nivel interesa al ingeniero en comunicaciones.
b) Un segundo nivel que es el semántico, dado por la lengua que usan para dialogar, y todas las otras formas del lenguaje.
c) Un tercer nivel sociocultural y en el que se pueden englobar los distintos aspectos de la comunicación.
La escuela estadounidense tiene como eje central la Universidad de Chicago y comenzó a desarrollarse a principios del siglo XX. Los nombres asociados a esta escuela en sus inicios fueron Charles Cooley, John Dewey y Herbet Mead y son los primeros en plantear el estudio de la comunicación desde una metodología científica concreta como es el método sociológico. Con ellos, la comunicación deja de ser vista sólo desde un punto de vista mecánico «emisor-canal-receptor» y se estudia desde un fenómeno cultural más amplio.
De la escuela estadounidense, nacen conceptos que marcarían la historia de la comunicación durante el siglo XX como los siguientes:
- Opinión pública.
- Comunicación masiva.
- Funciones del lenguaje.
- Propaganda.

Por ejemplo, en los estudios acerca de la propaganda y sus efectos destaca el politólogo Harold Lasswell en su obra La técnica de la propaganda en el mundo de la guerra.
Los estudios de la comunicación nacen también de aportes como la matemática y la sociología, especialmente con los estudios de Paul Felix Lazarsfeld que se centra en los efectos de los medios, mientras que la ciudad (la urbe) es el principal campo de trabajo. También el rol de la psicología con Kurt Lewin y Carl Hovland, ciencias éstas que si bien están al principio como ejes de desarrollo, bien pronto la comunicación misma tendría su propia vida como disciplina.

### Escuela latinoamericana

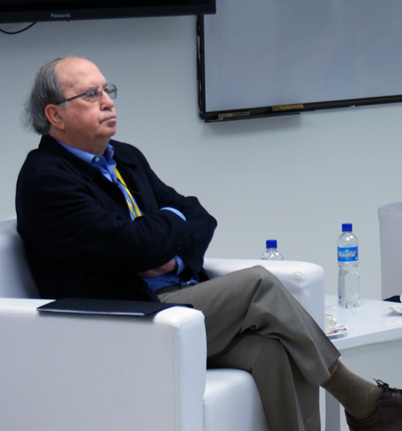
El científico e investigador Jesús Martín Barbero brindó numerosos aportes al campo de las ciencias de la comunicación, entre los que se destacan el estudio de la semiología desde la globalización; y la industria cultural y las mediaciones constituidas con los públicos y sus consumos.

Se conoce como «escuela latinoamericana de comunicación» (ELC) al desarrollo que la teoría de la comunicación tuvo en los países latinoamericanos, especialmente durante la segunda mitad del siglo XX. Durante el siglo XIX la comunicación en Latinoamérica dependía mucho de lo que sucediera en Europa, especialmente en Francia. Las escuelas estadounidenses tuvieron entonces poco influjo gracias a la barrera lingüística, por lo cual el desarrollo de una comunicación vista desde una perspectiva Latinoamérica se dio en general desde una influencia colonial española y francesa hacia la búsqueda de una identidad nacional propia. Esto sería un gran aporte al desarrollo de la teoría de la comunicación porque en el caso latinoamericano ésta sería muy sensible a los procesos sociales. En Latinoamérica la comunicación viene de la mano del desarrollo del periodismo, el influjo de las teorías de la comunicación social aportados por la Iglesia católica, la Teología de la Liberación y la Escuela de Fráncfort.
Argentina y Brasil fueron los primeros en fundar escuelas de periodismo a principios del siglo XX a través de la Universidad de La Plata y la Universidad de Río de Janeiro. Hacia la década de 1930 todos los países latinoamericanos tenían escuelas de periodismo y en esa misma década comienza el influjo de la escuela estadounidense en la región debido al desarrollo que los teóricos de ese país hacían, especialmente en los influjos de la propaganda con los estudios de Harold Lasswell.
En la década de 1960 se consolida la escuela latinoamericana desprendiéndose definitivamente de la estadounidense. Se cuestionan los modelos de comunicación impuestos en la región y al servicio de grupos de poder económico, se cuestiona el orden mundial dominado por la información estadounidense y europea y se esboza la tesis de un «nuevo orden mundial de la información y la comunicación». Rechazan modelos foráneos a la cultura latinoamericana y pensados para otros sociedades y adaptan aquellos que eran útiles para el trabajo de campo de la comunicación en la región. 
El Centro Internacional de Estudios Superiores de Comunicación para América Latina (CIESPAL) se fundó en Quito en 1959 y se constituyó en uno de los centros más importantes para el desarrollo teórico de la comunicación en la región.
Según Bessette, el término comunicación para el desarrollo surge precisamente en el contexto de transmisión de conocimientos y aporte de la comunicación al desarrollo de los países del Tercer Mundo, con el doble objetivo de fomentar la participación de todos los miembros de la comunidad y conseguir la transferencia de conocimientos.
Los padres de la ELC fueron muchos, pero entre ellos destacan Luís Ramiro Beltrán (Adiós a Aristóteles: Comunicación horizontal), Daniel Prieto Castillo, Armand Mattelart y Ariel Dorfman (Para leer al Pato Donald, 1971), Jesús Martín-Barbero (De los medios a las mediaciones: comunicación, cultura y hegemonía, 1987) y muchos otros.
En 1976 la Unesco nombra una comisión especial con destacados teóricos para el estudio de los problemas de la comunicación que da como resultado el diagnóstico Un sólo mundo, voces múltiples o Informe Mc Bride, en el cual se manifiesta la preocupación por el dominio de la información mundial en manos de las cinco grandes agencias de noticias. y la amenaza que ello representa a la identidad latinoamericana.
La relación vida cotidiana y comunicación se presenta como el principal aporte de la ELC a la teoría de la comunicación y la que marca su distinción de la Escuela europea y estadounidense. Al mismo tiempo, la ELC desarrolla el concepto de comunicación alternativa y comunicación popular, especialmente durante la década de 1980 como aquella que es practicada por los grupos sociales no dominantes.
También destacan los aportes de Néstor García Canclini sobre el desarrollo de las industrias culturales, la globalización, la posmodernidad y la cultura desde la perspectiva latinoamericana. Uno de sus libros más conocidos es Culturas híbridas. Estrategias para entrar y salir de la modernidad (1990).

## Áreas laborales de las ciencias de la comunicación

### Relaciones públicas
Las relaciones públicas (RR. PP.) son un conjunto de acciones de comunicación estratégica coordinadas y sostenida a lo largo del tiempo, que tienen como principal objetivo fortalecer los vínculos con los distintos públicos, escuchándolos, informándolos y persuadiéndolos para lograr consenso, fidelidad y apoyo en acciones presentes y futuras. También pueden ser definidas como un conjunto de técnicas cuyo objetivo es establecer un vínculo entre las partes interesadas o mercado meta. Sus objetivos se llevan adelante haciendo uso de una cadena de acciones de comunicación estratégica. De acuerdo al resultado pretendido, el técnico en relaciones públicas persigue vender, influir, promocionar, mutar la imagen o dar a conocer los intereses de su cliente. Para ello emplea métodos, teorías y técnicas de la publicidad, la mercadotecnia, el diseño, la política, la psicología, la sociología y el periodismo. Se estima que en la actualidad el 80 % de los contenidos en los medios de comunicación proceden del accionar de un relacionista público.

### Comunicación política

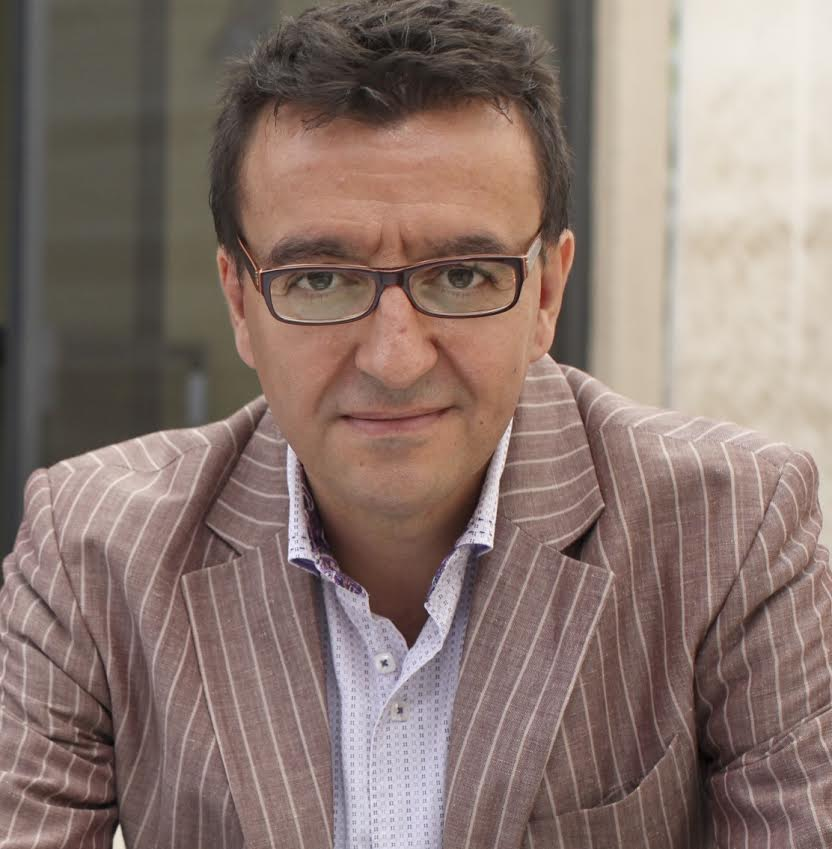
Mario Riorda, asesor y consultor comunicacional político, orientando estrategias electorales, de comunicación gubernamental y comunicación de crisis para gobiernos y partidos políticos en Argentina y en otros países de América Latina.

La comunicación política es el área de la ciencia política, que se ocupa de la producción, difusión y diseminación de los efectos de la información, tanto a través de los medios de comunicación masiva, cuanto de los interpersonales, en un contexto político. Esto incluye el estudio de los medios de comunicación, el análisis de los discursos de los políticos y aquellos que están tratando de influir en el proceso político; así como de las conversaciones formales e informales entre los miembros del público, entre otros aspectos.
La comunicación política tiene como objetivo persuadir, informar e influir en las actitudes y acciones políticas del público.
Los candidatos, los partidos políticos y los gobiernos utilizan estrategias de comunicación para construir imágenes públicas, comunicar propuestas de políticas, obtener apoyo y lograr resultados electorales. Esta forma de comunicación implica desarrollar mensajes  efectivos y persuasivos para captar la atención del público, transmitir un mensaje claro y persuasivo y movilizar al público hacia una  posición política particular. Los expertos en comunicación política, como los  del equipo asesor de Estrategos, utilizan técnicas de investigación de mercado, análisis de datos y estrategias de relaciones públicas para diseñar campañas que lleguen efectivamente a su público objetivo. La comunicación política también incluye mantener la imagen pública de un político, lidiar con situaciones de crisis e interactuar con los medios de comunicación. Por otro lado, los avances en la tecnología y las redes sociales han cambiado significativamente el panorama de la comunicación política, aumentando la interacción directa entre los políticos y el público y facilitando la rápida difusión de información y la formación de comunidades en las redes sociales.
La comunicación política es esencial para cualquier democracia porque permite a los ciudadanos y  líderes políticos intercambiar ideas, información y opiniones sobre asuntos de interés común y tomar decisiones informadas sobre  el liderazgo nacional y comunitario.

### Periodismo
El periodismo es una actividad profesional que consiste en la obtención, investigación, tratamiento y difusión de informaciones y análisis, a través de los medios de comunicación social como la prensa, la radio, la televisión, el Internet, entre otros.
El propósito principal del periodismo es dar a los ciudadanos información veraz y oportuna para hacer valer sus derechos ante la sociedad, además, mayormente es utilizada por los medios de comunicación para transmitir noticias, opiniones o críticas que enriquezcan al público. 
El especialista en Ciencias de la Información José Luis Dader señala que el periodismo, además de ser un método para dar a conocer acontecimientos de relevancia para una sociedad, también es una ciencia que combina la recopilación, verificación, síntesis y clarificación de la información acreditada como relevante y cierta, para servir desinteresadamente a los ciudadanos en su necesidad de un seguimiento preciso de los asuntos de interés público o potencialmente capaces de afectar a sus vidas.

### Estudios de medios
La Ciencia de la Información o Estudios de medios surge como resultado de las crecientes necesidades de información que se originan tras el final de la Segunda Guerra Mundial y el comienzo de la llamada Guerra Fría. Se estudia el origen y evolución de la información, así como la influencia de la llamada vertiente soviética de esta disciplina, en su estado actual de desarrollo. 

## Especialidades
La comunicación como disciplina social que analiza los contenidos, características y canales a través de los cuales se da la comunicación incluye las siguientes subdisciplinas:
- Análisis del discurso y pragmática.
- Lengua y literatura.
- Estructura de la información y la comunicación.
- Publicidad.
  - Teoría de la publicidad y de las Relaciones Públicas.
  - Semiótica de la Comunicación y de la publicidad.
- Comunicación audiovisual y mass media.
  - Narrativa audiovisual.
  - Realización y producción audiovisual.
  - Industrias culturales.
  - Historia de los medios de comunicación.
  - Crítica mediática.
  - Redacción periodística.
- Comunicación y Cultura.
  - Política de la comunicación.
  - Comunicación Organizacional o Corporativa.
  - Comunicaciones Internas y externas.
  - Educomunicación.
  - Comunicación digital.

### Estudios destacados
- Communication: The Social Matrix of Psychiatry, por Gregory Bateson
- Dialéctica de la Ilustración, Crítica de la razón instrumental, Sociedad, razón y libertad,  de Mark Horkheimer;
- La teoría estética, Dialéctica negativa, ambas escritas por el filósofo Theodor Adorno;
- La obra de arte en la época de su reproductibilidad técnica, estudiada por Walter Benjamin.